# European Tour 2023
European Tour 2023 è uno split EP dei gruppi musicali statunitensi Heaven Shall Burn e Trivium,  pubblicato il 23 dicembre 2022.

## Descrizione
Limitato a 1.000 copie, il disco contiene i brani Pillars of Serpent dei Trivium e Implore the Darken Sky degli Heaven Shall Burn reinterpretati rispettivamente dall'altra band, ed è  stato pubblicato in promozione del tour europeo da coheadliner dei due gruppi statunitensi.

## Tracce
Lato A
1. Heaven Shall Burn – Pillars of Serpents – 5:29 – originariamente interpretata dai Trivium

Lato B
1. Trivium – Implore the Darken Sky – 4:41 – originariamente interpretata dagli Heaven Shall Burn

## Formazione
Heaven Shall Burn
- Marcus Bischoff – voce
- Maik Weichert – chitarra
- Alexander Dietz – chitarra
- Eric Bischoff – basso
- Christian Bass – batteria

Trivium
- Matt Heafy – voce, chitarra
- Corey Beaulieu – chitarra, cori
- Paolo Gregoletto – basso, cori
- Alex Bent – batteria